# Fernspähtruppe (Bundeswehr)

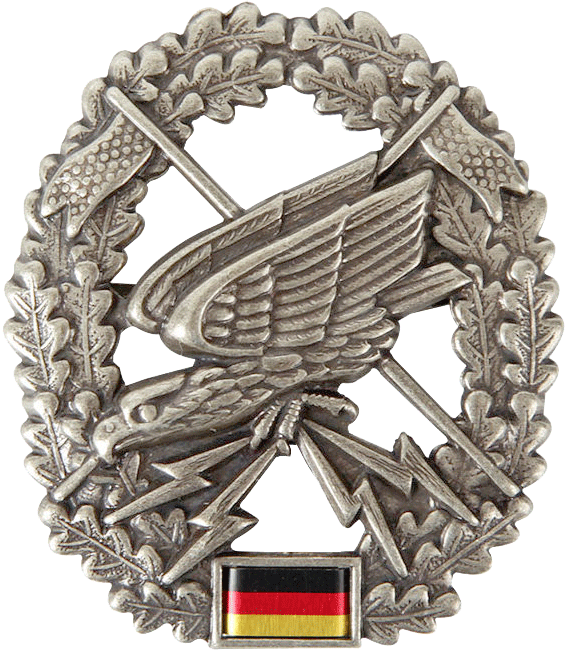
Barettabzeichen der Fernspähtruppe

Die Fernspähtruppe war eine Truppengattung im deutschen Heer. Die Fernspäher zählten zu den Einsatz- und Führungsunterstützungstruppen der Bundeswehr. Hauptauftrag war das Gewinnen von Schlüsselinformationen tief hinter den feindlichen Linien durch kleine, auf sich gestellte, zu Fuß operierende Fernspähtrupps.
Die Fernspähtruppe wurde 2008 außer Dienst gestellt. Das Personal wurde größtenteils zur Aufstellung der Heeresaufklärungstruppe herangezogen. Kleinere Teile wechselten zum Kommando Spezialkräfte. Bei den Spezialkräften und der Heeresaufklärungstruppe sind weiterhin Teileinheiten aufgestellt, die ähnlich der aufgelösten Fernspähtruppe operieren.
Ausgelöst durch die Annexion der Krim durch Russland wurde ab Oktober 2018 damit begonnen, wieder Fernspähkräfte auszubilden.
Die Kräfte der Fernspähtruppe sind seit Juni 2023 in der Fernspähkompanie 1 am Standort Schwarzenborn in der Knüll-Kaserne konzentriert. Die Kompanie mit etwa 200 Soldaten ist als Teil der Divisionstruppen der Division Schnelle Kräfte in Stadtallendorf unmittelbar unterstellt und gliedert sich in vier Fernspähzüge. Je zwei dieser Züge waren bis Juni 2023 Teil der Luftlandeaufklärungskompanien 260 und 310 in Lebach bzw. Seedorf.

## Auftrag
Hauptauftrag war das Gewinnen von Schlüsselerkenntnissen in Krisen- und Konfliktgebieten für die operative Führungsebene. Fernspäher waren dazu die längste Zeit ihres Bestehens einem Korps direkt unterstellt. Die spätere Unterstellung unter die DSK war rein truppendienstlich. Ihr lateinischer Wahlspruch war entsprechend „oculus exercitus“ (deutsch: „Auge des Heeres“).
Der Fernspähtrupp klärte dabei auf sich gestellt, zu Fuß und tief hinter den feindlichen Linien Feindkräfte auf. Der Einsatz der Spähtrupps konnte über einen längeren Zeitraum in allen Klimazonen erfolgen. Die Fernspäher vermieden den Kampf und versuchten unerkannt zu operieren. Fernspäher konnten im Einsatzraum Spezial- und spezialisierte Kräfte unterstützen.
Kommandoeinsätze, Handstreiche oder Hinterhalte, und das gezielte Ausschalten von Hochwertzielen zählten nicht zu den Aufgaben der Fernspäher. Diese werden vom Kommando Spezialkräfte, vor dessen Aufstellung durch Fallschirmjägerkompanien B1 oder durch Jagdkommandos im Jagdkampf durchgeführt. Nur in Ausnahmefällen führten diese Aufträge auch Fernspähkräfte durch.

## Einsatzgrundsätze

### Verbringung
Einer der wichtigsten Einsatzgrundsätze war die unerkannte Infiltration und Exfiltration ins und aus dem Einsatzgebiet. Dieses konnte über 150 Kilometer vor den eigenen Truppen im feindlichen Hinterland liegen. Die Verbringung in das Einsatzgebiet, aber auch die Rückholung, erfolgte über Land, Luft oder bedingt auch über See.
- Verbringung durch gepanzerte Kräfte
- Infiltration zu Fuß
- Überrollenlassen von feindlichen Kräften
- Fallschirmsprung mit automatischer Auslösung oder im Freifallgleiteinsatz (HAHO)
- Luftlandung mit Hubschrauber
- Anlandung mit Kajak, Festrumpfschlauchboot, bedingt auch mit Schiffskräften der Marine

### Aufklärung
Aufklärungsziel war die Gewinnung von Lageerkenntnissen im tiefen Feindraum zu Stärke, Dislozierung, Bewegungen und Absichten feindlicher Kräfte. Von besonderem Interesse waren Hochwertziele wie feindliche Gefechtsstände von Großverbänden und deren Fernmeldeeinrichtungen, Standorte weitreichender Einsatzmittel wie (Raketen-)Artillerie, Brückenbaupioniere und umfangreiche Versorgungskolonnen auf ihrem Marsch über Marschstraßen sowie Flugzeuge mit deren (Feld-)Flugplätzen, logistische Schlüsselinfrastruktur wie Munitions-, Kraftstoff- und Materiallager als Heeresversorgungspunkte sowie (Behelfs-)Häfen und Binnengewässer als Versorgungsrouten.
Im Einsatzraum liegt das Hauptaugenmerk eines vier bis sechs Mann starken Fernspähtrupps darauf unentdeckt zu bleiben. Am Einsatzort wird eine Beobachtungsstelle eingerichtet, von der aus Aufklärungsergebnisse über einen längeren Zeitraum gewonnen werden können. Der Fernspähtrupp befindet sich dabei ohne Unterbrechung im Einsatz. Die Aufklärung erfolgt mit moderner optronischer Beobachtungstechnik.
Im Rahmen der streitkräftegemeinsamen Taktische Feuerunterstützung konnte ein Forward Air Controlling – das Lenken von Lufteinsätzen per Funk und Laserzielbeleuchtung vom Boden aus – zum Auftrag gehören.
Die Beobachtungsstelle, auch B-Versteck im „klassischen“ Fernspäheinsatz bietet vier Fernspähern Platz und dient als Biwak, Funk- und Beobachtungspunkt. Für den Bau und die Tarnung mit Wegtransport der ausgehobenen Erde benötigt ein Trupp zwei volle Nächte. Das „Fuchsloch“ war i. d. R. 130–140 cm tief und hatte eine Grundfläche von neun Quadratmetern. Durch eine Luke (englische Bezeichnung: Viewport) konnte beobachtet werden. Im Einsatz konnte ein Trupp bis zu 14 Tage in diesem getarnten Erdloch ausharren. Diese Vorgehensweise war später jedoch nicht mehr die Regel, wird aber immer noch im Einzelkämpferlehrgang II Jagdkampf gelehrt.
Heute wird häufig aus einem offenen Versteck beobachtet, das einen einfacheren Stellungswechsel ermöglicht. Entsprechend der Lage wird direkt vom Versteck aus beobachtet, seltener durch einen abgesetzten Beobachter, der gleichzeitig den Trupp als Alarmposten sichert.
Fußmärsche führt ein Spähtrupp nachts durch und kann dafür unter gefechtsmäßigen Bedingungen im Sickern, abseits von Straßen und Wegen, für einen Kilometer eine Stunde benötigen, selten wie im Gebirge oder Regenwald bei Tag. In der Savanne oder Wüste erfolgt der Einsatz meist motorisiert.

### Nachrichtenübermittlung
Unmittelbar mit Aufbau der Beobachtungsstelle wurde Funkverbindung mit dem Gefechtsstand der Fernspähkompanie aufgenommen, um Aufklärungsergebnisse weiterzugeben. Das Funkgerät wurde von zwei Soldaten des Spähtrupps im Schichtbetrieb bedient, während der Truppführer und der Stellvertreter sich bei der Beobachtung abwechseln. Der militärischen Führung konnte zeitnah und fortlaufend Lageerkenntnisse übermittelt werden. Der Fernmeldeverkehr wurde im Weitverkehr mit einem 100-Watt-Sprech- und Morsefunkgerät im Burstverfahren durchgeführt. Im Morsefunk wurden die Buchstaben in Zahlen geschlüsselt. Vorteil des Zahlensystems war, dass keine vollständige Ausbildung im Morsefunk erforderlich war. Dieses Verfahren wurde durch den Datenfunk im Burstverfahren abgelöst.

## Geschichte

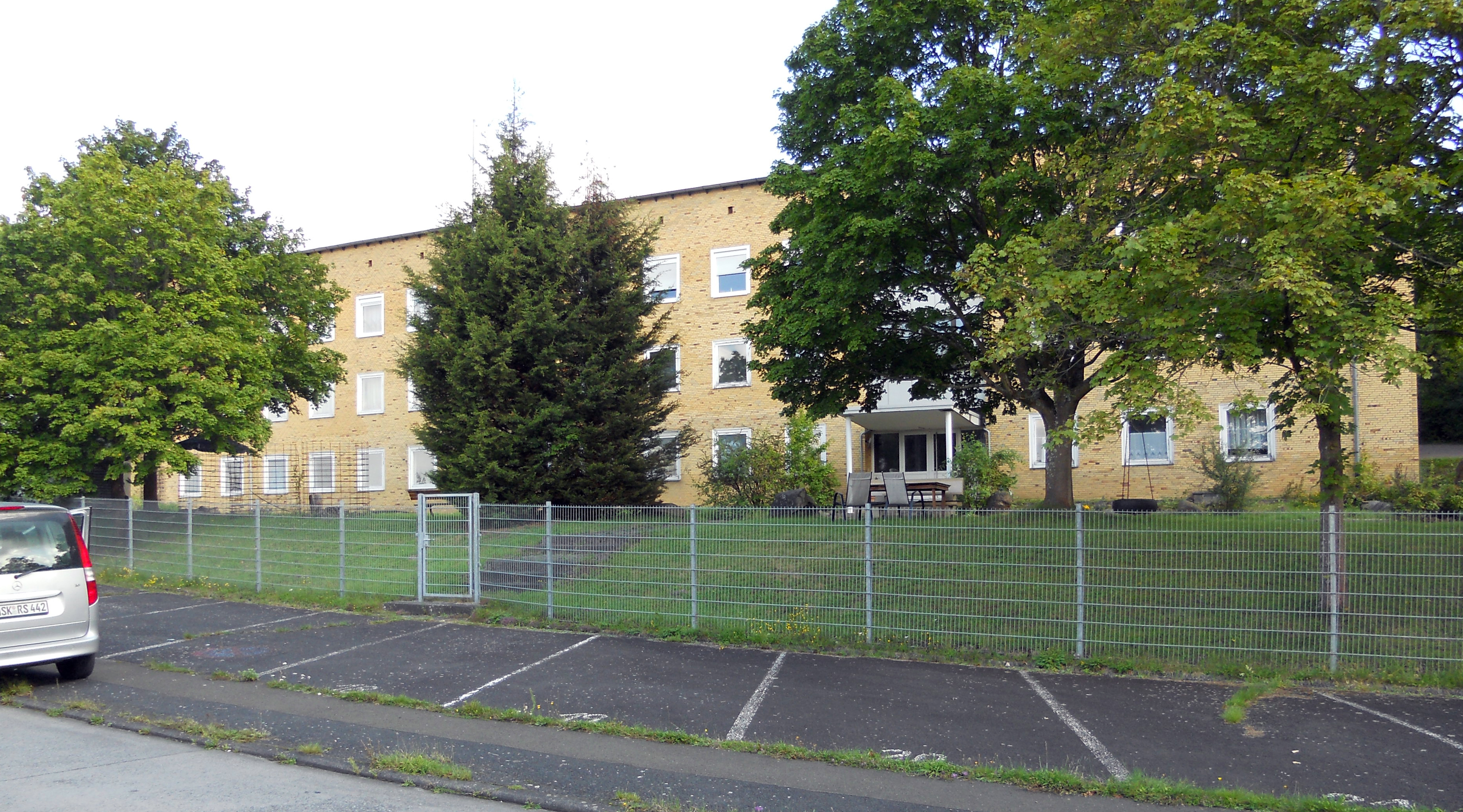
Ehemaliges Kompaniegebäude der Fernspähkompanie 300 in Seelbach

### Aufstellung
Die Fernspähtruppe wurde im Jahre 1962 aufgestellt. In der Wehrmacht erfolgte eine Tiefenaufklärung durch Kommandotrupps der Brandenburger, im Wesentlichen durch Spähtrupps der Aufklärungstruppe insbesondere durch leichte Panzeraufklärungstrupps der Panzeraufklärer. Grund für die Aufstellung in der Bundeswehr war die unzureichende Möglichkeit der Dauerbeobachtung in feindbesetztem Gebiet durch andere Aufklärungskräfte. Die Truppengattung wurde durch Major Konrad Rittmeyer, einen kriegserfahrenen Panzeraufklärer, gemäß Auftrag des Heeresamtes am 16. November 1961 aufgestellt. Die Soldaten sollten als Einzelkämpfer und Fallschirmspringer ausgebildet und ledig sein. 1962 begann Rittmeyer mit der Ausbildung des Ausbildungskaders. Der Standort der „Lehrgruppe R“ („R“ für Rittmeyer) war die Luftlande- und Lufttransportschule in Altenstadt/Schongau in Oberbayern. Die zukünftigen Fernspäher kamen aus der Fallschirmjägertruppe, der Gebirgsjägertruppe und der Grenadiertruppe. Nach zehn Monaten war der Kader einsatzfähig und die Lehrgruppe R wurde in Fernspählehrkompanie 200 umbenannt.

### Die Fernspähtruppe bis zum Ende des Kalten Kriegs
Kurze Zeit später waren auch die Kader für die beiden neugegründeten Fernspähkompanien 100 und 300 gebildet. Zur weiteren Ausbildung der jungen Truppengattung wurden 1973 das Fernspähausbildungszentrum 900 in Neuhausen ob Eck aufgestellt. 1979 wurde das Fernspähausbildungszentrum 900 von der neu aufgestellten Internationalen Fernspähschule in Weingarten abgelöst. Die Internationalen Fernspähschule bildete auch die Fernspäher verbündeter Streitkräfte aus. Der Grundgedanke der NATO-Schule war die Vereinheitlichung von Ausbildung und Ausrüstung der Fernspäheinheiten der NATO. Aus der Schule entstand 2003 das bis heute bestehende Ausbildungszentrum Spezielle Operationen, das neben Fernspähern auch andere Spezial- und spezialisierte Kräfte Deutschlands und verbündeter Nationen ausbildet.
Im April 1976 erfolgte die systematische Zuordnung zu den Führungstruppen. Dazu wurden im Folgenden je einem Korps des Feldheeres eine Fernspähkompanie direkt unterstellt. In der Gliederung des Feldheeres in der Heeresstruktur 4 verfügte jedes der drei deutschen Korps über eine Fernspähkompanie:
- Fernspähkompanie 100 in Braunschweig/Celle
- Fernspählehrkompanie 200 in Weingarten/Pfullendorf
- Fernspähkompanie 300 in Fritzlar und Herborn-Seelbach.

Wehrpflichtige wurden in diesen Kompanien meist nur in der Kompanieführungsgruppe und im Fernmeldezug eingesetzt, selten als Fernmeldesoldaten im Spähtrupp. Ihre Grund- und Spezialgrundausbildung wurde teils an den Ausbildungseinrichtungen der Fernspähtruppe zentral durchgeführt. Die Wehrpflichtigen im Fernmeldezug wurden insbesondere im Zahlen-Tastfunk mit dem Schwerpunkt Hören geschult, da diese die empfangenden Gegenstellen der Fernspähtrupps besetzten. Der Fernmeldezug konnte dazu in mehrere Gruppen aufgeteilt werden, um mehrere Funkgegenstellen zu bilden.
Die Fernspähtrupps wurden meist von einem erfahrenen Haupt- oder Oberfeldwebel geführt, der von einem Fernspähfeldwebel und zwei meist weiteren Unteroffizieren o.P. unterstützt wurde. Die Kompanie wurde meist von einem Major geführt, dessen Stellvertreter Hauptmann war und meist einem weiteren Offizier als Zugführer.

### Verkleinerung
Im Zuge einer Umstrukturierung im Heer wurden 1996 die Fernspähkompanien 100 und 300 aufgelöst. Diese beiden, nach rund 35 Jahren Geschichte aufgelösten, Truppenteile stellten, zusammen mit Soldaten der zeitgleich aufgelösten Fallschirmjägerkompanien B1 (Kommando), die ersten Soldaten des im selben Jahr aufgestellten Kommando Spezialkräfte.

### Auflösung
Im Rahmen der Transformation der Streitkräfte wurde aus der Panzeraufklärungstruppe (mit Drohnenaufklärungskräften), der Fernspähtruppe, der Feldnachrichtentruppe und den Drohnenaufklärern der Artillerie die neue Truppengattung Heeresaufklärungstruppe aufgestellt. In Deutschland sind die Fernspäher daher nurmehr Teil der Heeresaufklärungstruppe und waren seit März 2008 keine eigenständige Truppengattung mehr.
Mehrere Faktoren haben zur Auflösung beigetragen. Zum einen war die Fernspähtruppe mittlerweile so stark geschrumpft, dass die Organisation als eigene Truppengattung ineffizient wurde. Dazu trug auch bei, dass nach Ende des Kalten Krieges das Heer insgesamt geschrumpft war und das Operieren im Rücken großer feindlicher Armeen unwahrscheinlicher erschien. Zweitens sollte die neu aufgestellte Heeresaufklärungstruppe eine Aufklärung organisatorisch aus „einer Hand“ ermöglichen. In technischer Hinsicht erlaubte die moderne Kommunikationstechnologie den (teil-) streitkräftegemeinsamen Austausch aller Aufklärungsergebnisse. Drittens wurde durch Fortschritte in der luftgestützten Aufklärung, besonders durch Drohnen mit leistungsfähigen Optiken und Bildübermittlungssystemen, eine unauffällige Aufklärung über weite Entfernung auch im feindbesetzten Gebiet möglich.

### Weitere Entwicklung
Die besonderen Fähigkeiten der Fernspäher blieben nach Auflösung der Truppengattung bedingt im Heer erhalten. Als Teil der Heeresaufklärungstruppe bestand zeitweilig die Fernspählehrkompanie 200 bis 2015 fort. Kräfte des Kommando Spezialkräfte konnten als Fernspähtrupps eingesetzt werden. Die Ausbildung der Fernspäher der Heeresaufklärungstruppe erfolgt in Teilen an der Heeresaufklärungsschule in Munster. Das Ausbildungszentrum Spezielle Operationen existiert daneben unverändert. Im Heer zählten die verbliebenen Fernspäher der Heeresaufklärungstruppe zu den spezialisierten Kräfte des Heeres mit erweiterter Grundbefähigung. Im Einsatzverbund unterstützen sie die Spezialkräfte. In der geplanten Struktur „Heer 2011“ wurde die Fernspählehrkompanie 200 im zweiten Halbjahr 2015 aufgelöst. Personal und Gerät wechselten zum Ausbildungszentrum Spezielle Operationen (neue Bezeichnung ab Mitte 2015: „Ausbildungs- und Übungszentrum Spezielle Operationen“), als 1. Zug der Luftlandeaufklärungskompanie 310 („Fernspähzug“) und wurden mit zwei Fernspähzügen, aus der aufzulösenden Fernspählehrkompanie 200, in die Luftlandeaufklärungskompanie 260 eingegliedert.
Bis zur Neuaufstellung der Fernspähkompanie 1 existierten in den beiden Luftlandeaufklärungskompanien 260 in Lebach und 310 in Seedorf je zwei Fernspähzüge mit jeweils 3 Fernspähtrupps.
Am 14. Juni 2023 wurde die selbständige Fernspähkompanie 1 (FeSpähKp 1) mit 210 Dienstposten in der Knüll-Kaserne im hessischen Schwarzenborn neu aufgestellt.
Die bisherigen Fernspähzüge der Luftlandeaufklärungskompanie 260 aus Lebach und der Luftlandeaufklärungskompanie 310 aus Seedorf wurden in dieser Kompanie zusammengeführt und direkt der Division Schnelle Kräfte (DSK) unterstellt. Die volle Einsatzbereitschaft der Kompanie soll bis 2025 erfolgen.

### Einsätze
Einsätze der Fernspäher unterlagen – wie die der Kampfschwimmer und des Kommandos Spezialkräfte – strenger Geheimhaltung, um die Auftragserfüllung nicht zu gefährden. Bekannt geworden sind Einsätze in Bosnien, im Kosovo, in Afghanistan und im Kongo. Die Beteiligung an der Operation Sommerregen des Bundesnachrichtendiensts gilt als wahrscheinlich.

## Organisation

### Einordnung
Die Fernspähtruppe zählten zuletzt zu den Einsatz- und Führungsunterstützungstruppen der Bundeswehr. Bis 1976 waren Fernspäher Teil der Infanterie, anfänglich Teil der Panzeraufklärungstruppe.
Zeit ihres Bestehens bestanden gewisse Gemeinsamkeiten mit der Panzeraufklärungstruppe, die die Hauptlast der Aufklärung im Heer trug. Besondere Ähnlichkeiten ergaben sich zu den Luftlandeaufklärern, die einen besonders qualifizierten, aber kleinen Teil der Panzeraufklärungstruppe ausmachten. Wie die Fernspähtruppe waren Luftlandeaufklärer im Fallschirmsprung absetzbar, verfügten dazu über relativ leichte Ausrüstung und wurden darauf vorbereitet notfalls für längere Zeit auf sich gestellt oder im Verbund mit anderen Luftlandekräften infanteristisch hinter feindlichen Linien zu operieren.

### Truppenteile
Die Fernspählehrkompanie 200 war vor der Auflösung der Truppengattung die einzige zuletzt verbliebene Einheit der Fernspähtruppe. Zum Zeitpunkt der Auflösung der Truppengattung war sie der Division Spezielle Operationen als Divisionstruppe direkt unterstellt. Sie war am Ausbildungszentrum Spezielle Operationen in Pfullendorf stationiert. Nach Auflösung der Fernspähtruppe wurde die Fernspählehrkompanie 200 unverändert von der Heeresaufklärungstruppe übernommen und verblieb bei der Division Spezielle Operationen, die mittlerweile in Division Schnelle Kräfte umbenannt ist.

## Rekrutierung und Ausbildung

### Rekrutierung
Bewerben auf eine Fernspähstelle konnte man sich sowohl direkt als auch über einen Wechsel aus anderen Truppengattungen. Für den Einsatz in den Spähzügen kamen ausschließlich länger dienende Soldaten auf Zeit in Frage. Die Ausbildung zum Fernspähfeldwebel dauerte mindestens 36 Monate. Aufgrund des besonderen Auftrages war die Ausbildung zum Fernspähsoldaten intensiv und fordernd. So wurden regelmäßig mehrtägige Durchschlageübungen durchgeführt. Der rigiden Auslese geeigneter Bewerber diente insbesondere der zweiwöchige Eingangstest („grüne Blockausbildung“ – früher „Ü-Lager“), den häufig nur eine kleine Zahl an Bewerbern erfüllte.

### Ausbildung
Schwerpunkte der Ausbildung waren das Erlernen der unbemerkten In- und Exfiltration des feindlichen Territoriums und eine umfassende Fernmeldeausbildung.
Zum umfangreichen Ausbildungsprogramm gehörten der Fallschirmspringerlehrgang (automatische Auslösung), militärisches Freifallspringen (vormals im Sprungverfahren HALO heute im HAHO), Reaktionsschießlehrgänge und Kampf in Häusern, Nahkampf, Einzelkämpferlehrgang, Überlebenslehrgang Spezialkräfte sowie Combat First Responder als gefechtsmedizinische Ausbildung, die Soldaten befähigte, innerhalb einer autark operierenden Teileinheit eine medizinische Versorgung unter Einsatzbedingungen zu gewährleisten.
Die Fernspähzüge waren jeweils auf bestimmte Schwerpunkte spezialisiert. So trainierten die Fernspäher unter anderem auch die Aufklärung in urbanem Umfeld – zum Orts- und Häuserkampf waren sie jedoch durch ihre geringe Stärke nicht befähigt –, in „schwierigem“ Gelände im Gebirge, unter ungünstigen klimatischen Bedingungen (Winterkampf), im amphibischen Einsatz oder im Freifallsprungeinsatz.
Die lehrgangsgebundene Ausbildung wurde für Fernspäher verschiedener NATO-Streitkräfte zuletzt größtenteils am Ausbildungszentrum Spezielle Operationen durchgeführt. Dort wurden auch Erfahrungen und Weiterentwicklungen der Einsatzgrundsätze und Ausrüstung der beteiligten Nationen ausgewertet. Die Fallschirmspringerausbildung erfolgte an der Luftlande- und Lufttransportschule.

## Ausrüstung

### Fahrzeuge und Hauptwaffensysteme
Die Fernspähtruppe war vollmotorisiert, verfügte aber über keine gepanzerten Fahrzeuge oder schwere Waffensysteme, da der Auftrag nie der Kampf gegen feindliche Kräfte war. Bei der Verbringung waren sie auf Gefechtsfahrzeuge anderer Truppengattungen angewiesen.

### Ausrüstung eines Fernspähtrupps
Die Fernspähtruppe musste wegen der langen Einsatzdauer eine im Vergleich zur Infanterie deutlich umfangreichere persönliche Ausrüstung mitführen. Fernspäher verfügten oftmals über Handwaffen und andere Ausrüstungsgegenstände, die nicht zur Standardbewaffnung bzw. Standardausrüstung der Bundeswehr zählten.
Die Ausrüstung der Fernspähtruppe umfasste neben der standardisierten persönlichen Ausrüstung spezielle (schallgedämpfte) Kurz- und Langwaffen. Hierzu zählt in den 80er und Anfang der 90er Jahre die Pistole HK P11. In der Frühzeit Pistole Walther P1 und HK G3A4, die nach Einführung von der MP5SD und der MP5k ergänzt wurden.
In neuerer Zeit standen der Truppe das G36K-AG36, das MG4, die MP7 auch mit Schalldämpfer sowie auch bei Wirkauftrag das G22 mit verschiedenen Nachtsichtoptiken und Zieloptiken wie Laserzielgeräten sowie als Kurzwaffe die HK USP .45 ACP, später die P12 .45 ACP mit Schalldämpfer zur Verfügung. Munition und Kampfmittel wie Nebelwurfkörper DM15 ergänzten die Waffenausstattung. Die Ausbildung erfolgt auch an Fremdwaffen wie der AK-47, AK-74, MG PKM und der Panzerabwehrhandwaffe RPG-7 und Nachfolgemodellen.
Die Fernmeldetechnik umfasste verschlüsselungs- und burstsendefähige HF-Funkgeräte mit PDA – so das HRM-7000 und SATCOM wie des Herstellers Iridium. Die Truppe verfügte über optronische Ausrüstung wie Digitalkamera und Videokamera. Das Funkgerät mit Batterien machten einen erheblichen Teil der Traglast aus.
Die Zusatzausstattung bestand häufig aus einer Einsatzweste, seit den späten 1980er Jahren einem großvolumigen Berghaus-Rucksack, einem Daunen-Schlafsack für die trocken-kalte Klimazone, später abgelöst durch einen Kunstfaserschlafsack, Einsatz-Sanitätsausrüstung mit Infusionen, Tarnmittel und Maschendraht als Tarnmittelhalter, Gartenspaten zum Anlegen von Fuchslöchern und weitere einsatzorientierte Ausrüstung wie einem Neoprenanzug. Für Gewässerdurchquerungen sind immer Neopren-Stiefel mitzunehmen und die Wind-Nässeschutzbekleidung anzulegen.
Insbesondere Wasser in Wasserkanistern und Verpflegung wie dehydratisierte Einsatzverpflegung Typ „EPa leicht“, in der Frühzeit Einmannpackung. Das Gewicht der Ausrüstung konnte für einen Einsatz zwischen 35 und 65 kg (Kampfmittelweste: 10 kg; Rucksack: 35–50 kg; Ausrüstung an der Person und Handwaffen: 10 kg) pro Soldat betragen. Weitere Ausrüstung im Versteck waren Urinbeutel und Kotbeutel, englisch auch shit bag.

### Uniform
Die Barettfarbe der Fernspähtruppe war bordeauxrot, das traditionell die Barettfarbe der Luftlandetruppenteile der Bundeswehr und in der NATO ist. Das Barett-/ Truppengattungsabzeichen zeigte im Eichenlaubkranz einen stilisierten, stürzenden Adler mit Blitzbündel in den Fängen vor zwei gekreuzten Reiterlanzen. Im Barettabzeichen wurde also an Elemente angeknüpft, die sowohl im Barettabzeichens der Luftlandetruppe als auch in dem der Panzeraufklärungstruppe (gekreuzte Reiterlanzen der Ulanen) auftauchten. Waffenfarbe der Fernspähtruppe war Goldgelb wie bei den Panzeraufklärern, aus denen sie hervorgingen. Hintergrund war, dass sich die Panzeraufklärungstruppe in der Tradition der Kavallerie sah und daher die goldgelbe Waffenfarbe der Kavallerie der Wehrmacht fortführte.
Die Fernspähtruppe trug zwischen Ende 1962 und 1977/78 die Waffenfarbe Grün, da sie in diesem Zeitraum zur Infanterie zählte. Bei ihrer Aufstellung und ab 1977/78 war die Waffenfarbe Goldgelb. Mit Eingliederung in die Heeresaufklärungstruppe entfiel das Truppengattungsabzeichen. Die verbliebenen Fernspäher der Heeresaufklärungstruppe sollten fortan das Barettabzeichen der Heeresaufklärungstruppe, das zwei gekreuzte Lanzen zeigt, tragen und, da sie der Division Schnelle Kräfte unterstellt waren, weiter das bordeauxrote Barett. In der Truppenpraxis wurde weiterhin der stürzende Adler mit dem Fernspähblitz auf bordeauxrotem Barett getragen.

Kragenspiegel in der Waffenfarbe Goldgelb
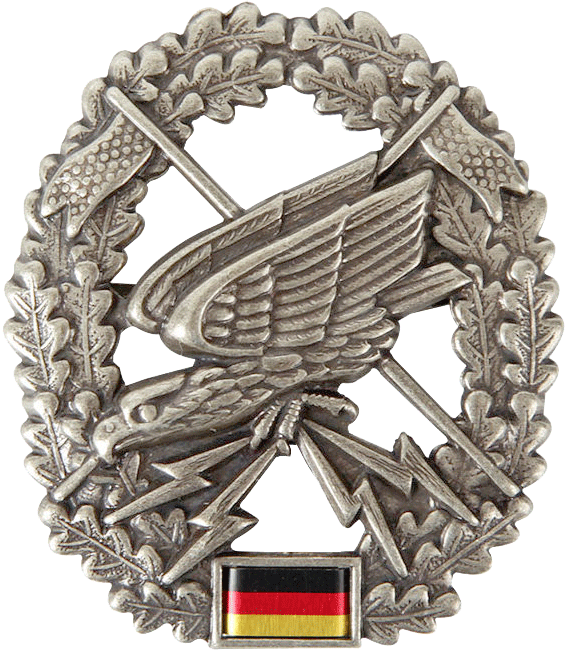
Barett-/ Truppengattungsabzeichen

### Taktisches Zeichen
Das taktische Zeichen der Fernspähtruppe zeigte den NATO-Konventionen folgend eine von unten links nach oben rechts verlaufende Linie und einen waagerechten, nach rechts deutenden Pfeil. Der diagonale Strich fand sich auch im taktischen Zeichen der Panzeraufklärungstruppe und stand allgemein für Aufklärungsverbände; der Pfeil für die große Eindringtiefe der Fernspähtruppe.

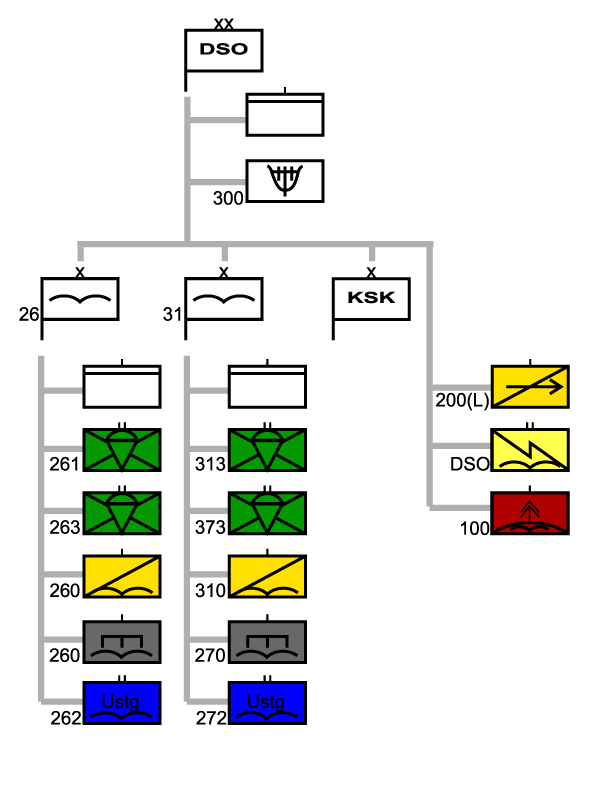
Taktische Zeichen der Fernspählehrkompanie 200 im Organigramm der Division Spezielle Operationen